# کارن چشماریتیان
کارن یوریکی چشماریتیان (ارمنی: Կարեն Յուրիկի Ճշմարիտյան؛ زادهٔ ۱۲ سپتامبر ۱۹۵۹) یک اقتصاددان و سیاستمدار اهل ارمنستان است که از تاریخ نوامبر ۱۹۹۹ تا تاریخ مارس ۲۰۰۲ در دولت آرام سارگسیان و دولت آندرانیک مارگاریان سمت وزیر صنعت و تجارت ارمنستان، از تاریخ مارس ۲۰۰۲ تا تاریخ ۷ ژوئن ۲۰۰۷ در دولت آندرانیک مارگاریان سمت وزیر تجارت و توسعه اقتصادی ارمنستان و از تاریخ ۲۲ آوریل ۲۰۱۴ تا تاریخ ۲۴ فوریه ۲۰۱۶ در هوویک آبراهامیان سمت وزیر اقتصاد ارمنستان را برعهده داشت. چشماریتیان همچنین نماینده دوره چهارم مجلس ملی جمهوری ارمنستان بود.

## زندگی‌نامه
در ۱۲ اوت ۱۹۵۹ در ایروان به دنیا آمد و از دانشگاه دولتی اقتصاد ارمنستان فارغ‌التحصیل شد. 